# Вальтеллина
Вальтеллина (итал. Valtellina, нем. Veltlin) — горная долина на севере Ломбардии, к северу от Бергамо, на границе Италии со Швейцарией, у подножия Бернинских Альп. По долине протекает река Адда, впадающая в озеро Комо. Административно соотносится с провинцией Сондрио, крупные города — Кьявенна, Бормио, Сондрио.

## История
В Средние века Вальтеллина рассматривалась как южный предел Граубюндена (ныне кантон Швейцарской конфедерации). Местные жители говорили как по-ломбардски, так и на романшском наречии. В 1512—1797 гг. Вальтеллина фактически находилась под властью Граубюндена (в то время это была самостоятельная «Республика трёх лиг»). По долине проходила дорога, соединяющая север Италии с Тиролем и Германией и превращавшая Вальтеллину в объект завоевательных устремлений Габсбургов.
В начале Тридцатилетней войны историки выделяют особый конфликт за Вальтеллину. В 1626 году между Францией и Испанией был заключён Монсонский договор, где проблема Вальтеллины была на время улажена. Позднее военные действия на этой территории возобновились; последующие события в военной истории известны как Вальтелинский поход.

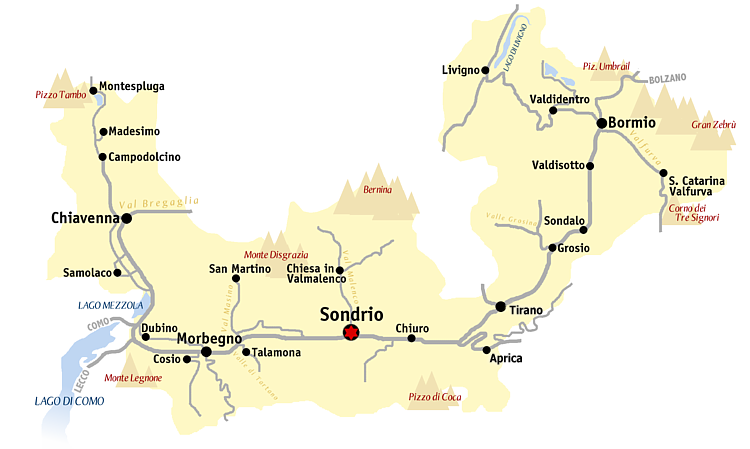
Карта долины

В 1797 году по преимуществу итальянское население этой области при содействии войск революционной Франции (в ходе первого итальянского похода Наполеона Бонапарта) восстало, после чего, по результатам арбитража, проведенного лично Наполеоном Бонапартом, область была присоединена к созданной французами Цизальпинской республике. Следуя исторической судьбе последней, область в 1805 году вошла в наполеоновское Королевство Италия. После разгрома Наполеона и уничтожения созданного им Королевства Италия область включена в подвластное австрийскому императору Ломбардо-Венецианское королевство. В результате войны 1859 года Вальтеллина вместе с Ломбардией перешла под власть Сардинского королевства, а в 1861 году вошла в состав созданного на базе последнего объединенного Итальянского королевства. С тех пор область находится в составе Италии.
Электрификация местной железной дороги в 1902 году — первое событие такого рода в Европе. На исходе Второй мировой войны Муссолини планировал дать в Вальтеллине решительный бой наступавшим Союзникам. Летом 1987 года Вальтеллина попала в новости в связи с рядом оползней и наводнений, которые унесли жизни 43 человек.

## Современность
В наши дни Вальтеллина привлекает туристов своими горнолыжными курортами и горячими минеральными источниками. Известностью пользуются местные сыры. Вальтеллина — один из традиционных центров ломбардского виноделия. Сорта винного винограда, предположительно распространившиеся по немецкоязычным областям из Вальтеллины (Вельтлина), так и называются — вельтлинеры.

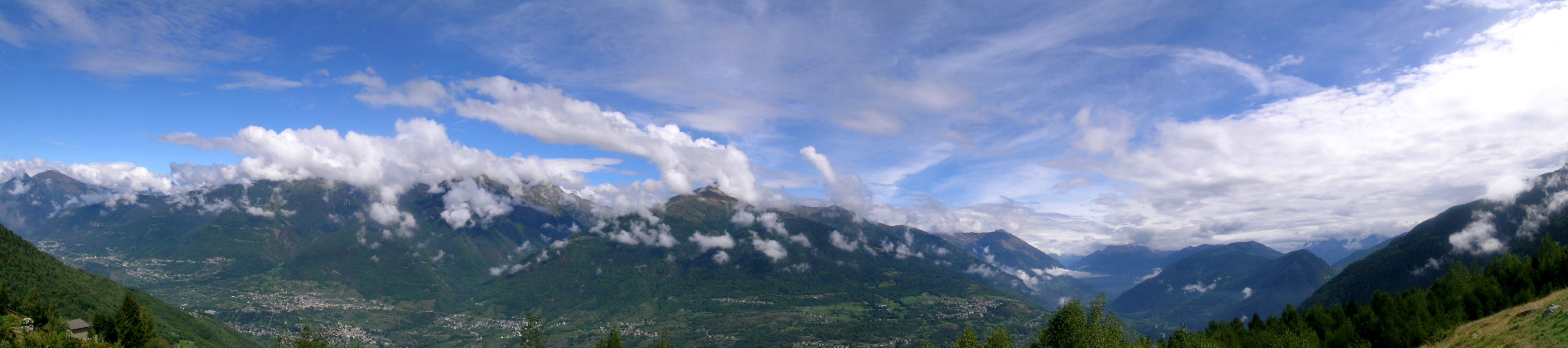
Вальтеллинский пейзаж